# Интерскај
ИнтерСкај је ниско тарифна авио-компанија са седиштем у Брегенцу, Аустрија. Саоабраћају се на редовне летове из Фридрихсхафена и на лартер летове за Коризику, Елба и Мајорка током летње сезоне и затим до Швајцарске Алпи из Велике Британије током зимске сезоне. Главна чвориште авио-компаније се налази на Аеродром Фридрихсхафен.

## Дестинације
ИнтерСкај лети до 15 дестинатиције у Европе.

## Флота летјелица
- 4 Де Хавиланд Канада Деш 8-300